# Котляревський Олександр Олександрович
Олекса́ндр Олекса́ндрович Котляре́вський (псевдонім: Скубенко Чуприна; *1837, посад Крюків, нині у складі Кременчука — †29 вересня (11 жовтня) 1881, Піза, Італія) — український етнограф, філолог, славіст. Батько історика Нестора Котляревського.

## Біографія
Народився у Крюкові поблизу Кременчука в родині полтавських дворян, у 1853 р. закінчив Полтавську гімназію і вступив на історико-філологічний факультет Московського університету, де слухав лекції Т. Грановського, П. Кудрявцева і студіював слов'янську філологію у О. Бодянського. У 1857 р. він закінчив університет і почав викладати російську словесність у середніх навчальних закладах Москви, зокрема в Олександрівському кадетському корпусі, активно займався науковою діяльністю.
Учень Осипа Бодянського, разом з яким 9 травня 1861 року був серед тих, хто прощався з Шевченком у церкві Тихона-чудотворця у Москві. У 1862 р. був заарештований за підозрою в антиурядовій діяльності. Поки тривало слідство, протягом півроку перебував в ув'язненні в Олексіївському равеліні Петропавлівської фортеці, де захворів на туберкульоз. Незважаючи на відсутність складу злочину О. Котляревського, за ним встановили поліцейський нагляд до червня 1869 р. і заборонили вступати на державну службу. Повернувшись до Москви, вчений займався літературною діяльністю і активно працював у заснованому в 1864 р. Археологічному товаристві, у виданнях якого видрукував чимало своїх досліджень.
У 1867 р. він отримав дозвіл служити в навчальних закладах Дерптського навчального округу. Після захисту в 1868 р. магістерської дисертації був прийнятий на посаду екстраординарного професора Дерптського університету по кафедрі російської мови і слов'янського мовознавства. Досконало володіючи німецькою мовою, вчений швидко призвичаївся до обстановки (викладання велося німецькою мовою, а серед професорів і студентів переважали балтійські німці) і працював досить плідно. Але у ці роки у нього став швидко розвиватися туберкульоз і в 1872 р. він виїхав на лікування за кордон, а потім за станом здоров'я звільнився з університету. У Празі він видрукував двома книгами свою докторську дисертацію з давньої історії поморських і балтійських слов'ян 17 листопада 1874 р. захистив її у Петербурзькому університеті й за два тижні отримав ступінь доктора слов'янської філології.
З 1875 р. Олександр Котляревський — ординарний професор кафедри слов'янської філології Київського університету. Був одним із засновників та головою Історичного товариства імені Нестора-Літописця.
О. О. Котляревський обстоював самобутність і самостійність української мови, потребу розвитку її літературної форми («Народні оповідання Марка Вовчка», 1859; російською мовою — «Нові праці з російської старовини й народності», 1861; «Старовина і народність за 1861 рік», 1862). Обґрунтовано розвінчав псевдонаукову теорію М. Погодіна про неавтохтонність українців («Чи були малоруси споконвічними жителями Полянської землі, чи прийшли з-за Карпат в XIV столітті?», 1862; «Давня руська писемність. Спроба бібліографічного викладу історії її вивчення», 1881). Розвинув думки про Г. Квітку-Основ'яненка як творця нової української прози і засновника прозового стилю української літературної мови («З приводу праці Г. Данилевського про Основ'яненка», 1856). Вагомо заперечив норманську теорію походження східних слов'ян («Слов'яни і Русь у найдавніших арабських письменників», 1868).

## Праці
- «Были ли малоруссы исконными обитателями Полянской земли или пришли из-за Карпат в XIV в.?» // Основа, № 11, 1862.(рос. дореф.)
- «О погребальных обычаях языческих славян» (1868)(рос. дореф.);
- «Древности юридического быта Балтийских славян: Опыт сравнительного изучения славянского права». — Прага, 1874(рос. дореф.);
- «Книга о древностях и истории Поморських славян в XII веке: Сказания об Оттоне Бамбергском в отношении славянской истории и древности.» — Прага, 1874(рос. дореф.);
- «Об обычаях у славян при рождении дитяти до его возмужания» // ЧИОНЛ. — 1879;
- «Очерк истории поединков у славянских племен» // ЧИОНЛ. — 1888(рос. дореф.);
- «Сведения о текущей исторической и археологической литературе» // ЧИОНЛ. — 1879(рос. дореф.);
- «О текущей русской исторической литературе» // ЧИОНЛ. — 1888(рос. дореф.);
- «Об изучении древнерусской письменности. Критическое обозрение» // Филологические записки. — 1879.(рос. дореф.)
- «Осип Максимович Бодянский (Историко-библиографическая поминка)» // Славянский ежегодник: Сб. статей по славяноведению / Сост. Н. П. Задерацкий. — К., 1878(рос. дореф.);
- «Очерк учено-литературной деятельности О. М. Бодянского» // ЧИОНЛ. — 1879(рос. дореф.);
- «Поминка об А. С. Грибоедове» // ЧИОНЛ. — 1888(рос. дореф.).